# Gilda Cruz-Romo
Gilda Cruz-Romo (Guadalajara, México, 12 de febrero de 1940-San Antonio, Texas, 28 de junio de 2025) fue una cantante soprano de ópera mexicana, asociada con roles dramáticos del repertorio italiano destacándose en Aida y Tosca.

## Trayectoria
Nació en Guadalajara, Jalisco y estudió en el conservatorio de la Ciudad de México con Ángel Esquivel. Hizo su debut en la capital mexicana en 1962 como Ortlinde en Die Walküre.
Su carrera internacional despegó con su debut en el NYCO (New York City Opera) en 1969 como Margherita de Mefistófeles con el bajo-barítono Norman Treigle.
Al siguiente año, el 18 de diciembre de 1970, debutó en el Metropolitan Opera House de Nueva York en el papel de Cio-Cio-San de Madama Butterfly cantando con la compañía 163 representaciones en la sala principal y en giras. Su última aparición con el Met fue en 1984. Otros de los roles que interpretó en el MET fueron Nedda, Violeta, Manon Lescaut, Sor Angélica, Tosca, Aida, Elisabeth de Valois, Amelia y las dos Leonoras de Verdi en Il Trovatore y La forza del destino y Desdémona de Otello para el debut en el rol titular de Plácido Domingo en ese teatro en 1979.
Cantó también en Chicago, Houston, Dallas, San Francisco, New Orleans Boston Philadelphia, Baltimore y en Europa, haciendo su debut en la Royal Opera House en Londres en 1972, y La Scala de Milán en 1973, como Aida. En ese mismo año interpretó en la ópera de Viena a Leonora en La forza del destino a Cio-Cio-San en Madama Butterfly y su aclamada Luisa Miller. Se presentó en el Bolshoi en Moscú, el Liceo de Barcelona, el teatro nacional Sao Carlos de Lisboa y el Palais Garnier en París.
Sin embargo uno de sus mayores éxitos en el Viejo Continente fue Luisa Miller en 1974 en una actuación en vivo para la RAI de Turín compartiendo escenario con el tenor Luciano Pavarotti y Peter Maag en la conducción. Tuvo notables actuaciones en la Arena de Verona, la Ópera de Roma, La Fenice de Venecia, el Maggio Musicale Fiorentino, en Florencia entre otras y en 1978 como Tosca en el Teatro Colón de Buenos Aires.
Durante la temporada 1988-89, añadió el papel de Medea de Cherubini a su repertorio y cantó el papel de Matilde en el estreno estadounidense de la ópera Silvano de Mascagni, en Nueva Jersey con Ars Musica.
Cruz-Romo ha estado muy activa en conciertos y recitales. Aunque no hizo ninguna grabación comercial, se puede escuchar cantando en vivo sus mejores papeles.

## Grabaciones destacadas
- Verdi - Luisa Miller - Gilda Cruz-Romo, Luciano Pavarotti, Cristina Angelakova, Matteo Manuguerra, Raffaele Arié, Ferruccio Mazzoli - Coro e Orchestra della Rai Torino, Peter Maag.
- Verdi - Il trovatore - Carlo Cossutta, Gilda Cruz-Romo, Fiorenza Cossotto, Matteo Manuguerra, Agostino Ferrin - Coro e Orchestra del Maggio Musicale Fiorentino, Riccardo Muti.